# スーザン・J・ヘルムズ
スーザン・ジェーン・ヘルムズ(Susan Jane Helms、1958年2月26日 - )は、アメリカ合衆国の空軍軍人、宇宙飛行士。アメリカ航空宇宙局（NASA）の宇宙飛行士経験者であり、空軍中将として空軍宇宙軍団隷下の第14空軍と戦略軍隷下の宇宙統合機能構成部隊の司令官を兼務していた。2014年に空軍を除隊した。
ヘルムズは宇宙飛行士として5度のスペースシャトルのミッションに参加した。また2001年には第2次長期滞在で5か月以上、国際宇宙ステーションに滞在し、ジェームズ・ヴォスとともに、今日まで最長となっている8時間56分の宇宙遊泳を行った。

## 生い立ち
ヘルムズはノースカロライナ州シャーロットで生まれたが、オレゴン州ポートランドを故郷だと考えている。ピアノその他の楽器、ジョギング、旅行、読書、コンピュータ、料理を趣味とする。両親はニューメキシコ州アルバカーキに住んでいる。また、3人の姉妹がいる。

## 教育
- 1976年:ポートランドのパークローズ高校を卒業
- 1980年:空軍士官学校で航空工学の学士号を取得
- 1985年:スタンフォード大学で航空工学、宇宙工学の修士号を取得